# Scoliciosporaceae
Scoliciosporaceae is een botanische naam voor een familie van korstmossen behorend tot de orde Lecanorales.

## Geslachten
De familie bestaat uit twee geslachten:
- Scoliciosporum
- Umushamyces